# Wyżyna Nadwołżańska
Wyżyna Nadwołżańska – wyżyna we wschodniej części Niziny Wschodnioeuropejskiej w Rosji. Leży na prawym brzegu środkowej Wołgi, między miastami Niżny Nowgorod a Wołgograd.
Średnia wysokość wynosi 150–200 m n.p.m., maksymalna wysokość wynosi 375 m n.p.m. Zbudowana jest głównie z wapieni, margli i piaskowców. Powierzchnia jest przeważnie pagórkowata, pocięta licznymi głębokimi wąwozami i jarami. 
Na północy zjawiska krasowe, na wschodzie opada ku Wołdze wysokim progiem, tworząc w jej pętli koło Kujbyszewa tzw. „Góry Żygulowskie”. Na zachodzie łagodnie przechodzi w Nizinę Ocko-Dońską.
Klimat umiarkowany kontynentalny, ciepły. Przeważają czarnoziemy strefy leśnostepowej. Lasy zajmują ponad 20% powierzchni (głównie na północy).
Znajdują się tu złoża ropy naftowej i gazu ziemnego (koło Saratowa), łupków bitumicznych, soli kamiennej i fosforytów. Uprawia się tu pszenicę, żyto, buraki cukrowe i tytoń.
Zaludnienie wynosi ok. 30 mieszkańców na km² (Rosjanie). Główne ośrodki: Wołgograd, Saratow, Uljanowsk, Penza.